# Сквирська міська територіальна громада
Сквирська міська територіальна громада — територіальна громада в Україні, в Білоцерківському районі Київської області. Адміністративний центр — місто Сквира.
Площа громади — 874,30 км², населення — 32 775 осіб (2020).
Утворена 12 червня 2020 року шляхом об'єднання Сквирської міської ради та Антонівської, Буківської, Великоєрчиківської, Горобіївської, Домантівської, Дулицької, Каленнівської, Кам'яногребельської, Красноліської, Кривошиїнської, Малоєрчиківської, Малолисовецької, Мовчанівської, Оріховецької, Пустоварівської, Рогізнянської, Рудянської, Самгородоцької, Селезенівської, Тарасівської, Тхорівської, Чубинецької, Шамраївської, Шаліївської, Шапіївської сільських рад Сквирського району.

## Населені пункти
У складі громади 1 місто (Сквира) і 44 села:
- Антонів
- Безпечна
- Буки
- Великі Єрчики
- Владиславка
- Горобіївка
- Домантівка
- Дулицьке
- Дунайка
- Золотуха
- Каленна
- Кам'яна Гребля
- Квітневе
- Кононівка
- Красноліси
- Краснянка
- Кривошиїнці
- Лаврики
- Малі Єрчики
- Малі Лисівці
- Миньківці
- Мовчанівка
- Нова Пустоварівка
- Новий Шлях
- Оріховець
- Пустоварівка
- Рибчинці
- Рогізна
- Руда
- Саврань
- Самгородок
- Селезенівка
- Таборів
- Тарасівка
- Терешки
- Токарівка
- Тхорівка
- Улянівка
- Цапіївка
- Чубинці
- Шаліївка
- Шамраївка
- Шапіївка
- Ями

## Старостинські округи
- №1 (села Самгородок, Мовчанівка, Новий Шлях, Рибчинці, Саврань, Улянівка)
- №2 (село Шамраївка)
- №3 (село Руда, Владиславка)
- №4 (села Буки, Рогізна, Великі Єрчики, Малі Єрчики, Дунайка)
- №5 (села Дулицьке, Чубинці, Красноліси, Безпечна, Таборів)
- №6 (села Пустоварівка, Тарасівка, Кам'яна Гребля, Золотуха, Нова Пустоварівка)
- №7 (села Селезенівка, Домантівка, Шапіївка, Квітневе, Токарівка, Цапіївка, Ями)
- №8 (села Малі Лисівці, Кривошиїнці, Миньківці)
- №9 (села Горобіївка, Каленна, Оріховець, Лаврики)
- №10 (села Антонів, Тхорівка, Шаліївка, Терешки)
- поза округами (місто Сквира, село Кононівка)